# John Rabe
John Heinrich Detlef Rabe (23 de novembro de 1882 - 5 de janeiro de 1950) foi um empresário alemão e membro do Partido Nazista mais conhecido por seus esforços para impedir os crimes de guerra durante o Massacre Japonês de Nanjing (também romanizado como Nanquim) e seu trabalho para proteger e ajudar os civis chineses durante o massacre que se seguiu. A Zona de Segurança de Nanquim, que ele ajudou a estabelecer, protegeu cerca de 250.000 chineses de serem mortos. Ele representou oficialmente a Alemanha e atuou como chefe sênior do estabelecimento europeu-americano que permaneceu em Nanjing, a capital chinesa na época, quando a cidade caiu nas mãos das tropas japonesas.

## Biografia e Carreira
Rabe nasceu em Hamburgo em 23 de novembro de 1882. Ele seguiu carreira em negócios e trabalhou na África por vários anos.
Em 1908, ele partiu para a China e, entre 1910 e 1938, trabalhou para a Siemens AG China Corporation em Shenyang, Pequim, Tianjin, Xangai e posteriormente Nanjing.  Rabe sofria de diabetes na época em que trabalhava em Nanjing, o que o obrigava a tomar doses regulares de insulina.  Na época do ataque japonês a Nanjing, Rabe era um nazista convicto e chefe local do partido, servindo como vice-líder de grupo no Partido Nazista. 

## Estabelecimento da Zona de Segurança de Nanquim

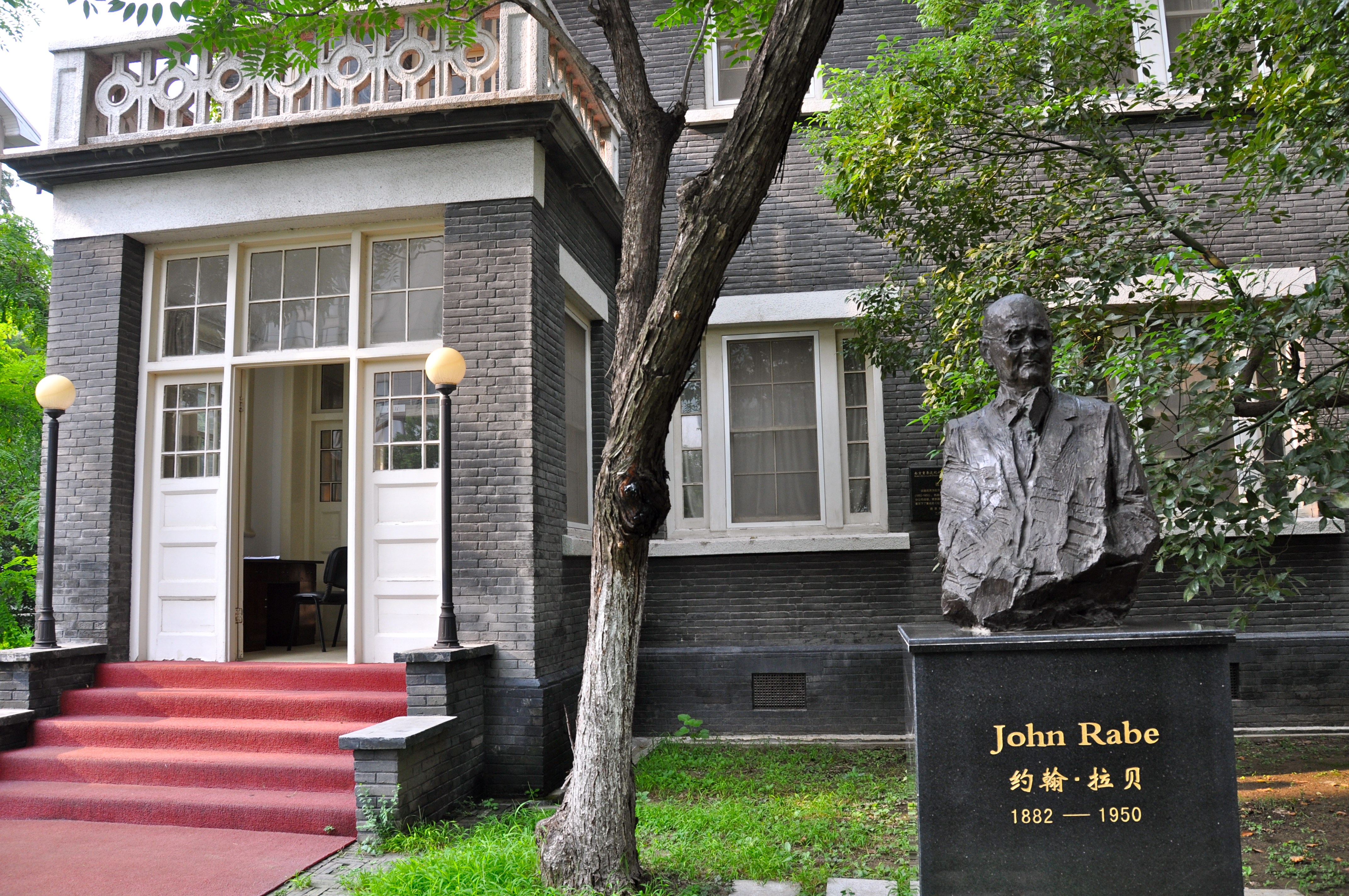
A antiga residência de John Rabe em Nanquim, localizada na Zona de Segurança de Nanquim durante o Massacre de Nanquim.

Muitos ocidentais viviam em Nanjing, a capital chinesa, até dezembro de 1937, alguns realizando negócios e outros em viagens missionárias. Quando o Exército Imperial Japonês se aproximou de Nanjing e iniciou bombardeios na cidade, todos os estrangeiros fugiram, exceto 22, com 15 missionários e empresários americanos e europeus fazendo parte do grupo restante.  Enquanto o exército japonês avançava em Nanjing em 22 de novembro de 1937, Rabe, junto com outros estrangeiros, organizou o Comitê Internacional para a Zona de Segurança de Nanquim e criou a Zona de Segurança de Nanquim para fornecer comida e abrigo aos refugiados chineses do iminente massacre japonês. Ele explicou seus motivos como: "há uma questão de moralidade aqui ... Não posso, por enquanto, trair a confiança que essas pessoas depositaram em mim e é comovente ver como eles acreditam em mim".  As zonas estavam localizadas em todas as embaixadas estrangeiras e na Universidade de Nanquim.

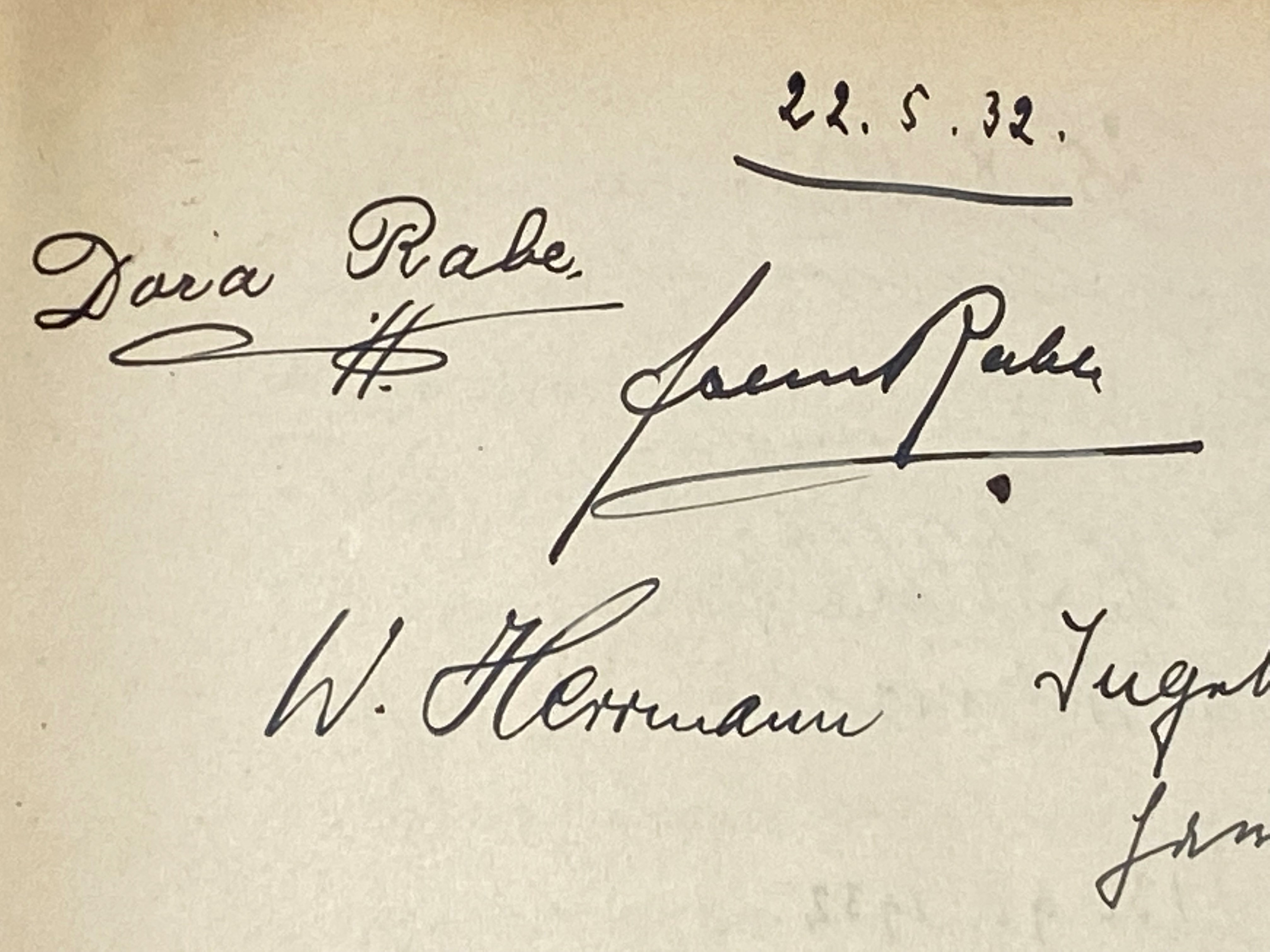
Assinaturas de autógrafos de John e Dora Rabe, Nanquim, 22 de maio de 1932.

O comitê foi inspirado pelo estabelecimento em novembro de uma zona neutra semelhante em Xangai, que protegeu aproximadamente 450.000 civis.  Rabe foi eleito líder do comitê, em parte por causa de seu status no Partido Nazista e do Pacto Anti-Comintern bilateral germano-japonês. O comitê estabeleceu a Zona de Segurança de Nanquim no bairro oeste da cidade. O governo japonês concordou em não atacar partes da cidade que não continham forças militares chinesas e os membros do Comitê Internacional para a Zona de Segurança de Nanquim tentaram persuadir o governo chinês a retirar todas as suas tropas da área. Nisso eles foram parcialmente bem-sucedidos. Em 1º de dezembro de 1937, antes de fugir da cidade, o prefeito de Nanjing, Ma Chao-chun, ordenou que todos os cidadãos chineses que permanecessem em Nanjing se mudassem para a Zona de Segurança. Quando Nanjing caiu em 13 de dezembro de 1937, 500.000 não combatentes permaneceram na cidade.  Rabe também abriu suas propriedades para ajudar mais 650 refugiados.

## Massacre de Nanquim
De acordo com Rabe, o Massacre de Nanquim resultou na morte de 50.000 a 60.000 civis. Rabe e seus administradores de zona tentaram freneticamente impedir as atrocidades. As estimativas modernas do número de mortos no Massacre de Nanjing variam, mas alguns colocam o número de civis assassinados em até 300.000.   Os apelos de Rabe aos japoneses usando suas credenciais do Partido Nazista geralmente apenas os atrasavam, mas o atraso permitiu que centenas de milhares de refugiados escapassem. O documentário Nanking atribuiu a Rabe o salvamento da vida de 250.000 civis chineses; outras fontes sugerem que ele economizou de 250.000 a 300.000.  Em seu diário, Rabe documentou as atrocidades japonesas cometidas durante o ataque e ocupação da cidade. 
Em uma série de palestras que deu na Alemanha após seu retorno, Rabe diria que "Nós, europeus, estimamos o número [de vítimas civis] em cerca de 50.000 a 60.000".  Rabe não foi a única pessoa a registrar as atrocidades japonesas. Em dezembro de 1937, após a derrota da força chinesa, os soldados japoneses frequentemente iam de casa em casa em Nanjing, atirando em qualquer civil que encontrassem. Evidências adicionais desses atos violentos vieram dos diários mantidos por alguns soldados japoneses e por jornalistas japoneses horrorizados com o ocorrido. 

## Retorno à Alemanha
Em 28 de fevereiro de 1938, Rabe deixou Nanjing. Ele viajou primeiro para Xangai, retornando a Berlim em 15 de abril de 1938. Ele levou consigo um grande número de materiais de origem documentando as atrocidades japonesas em Nanjing.  Rabe mostrou filmes e fotografias de atrocidades japonesas em palestras em Berlim e escreveu a Hitler, pedindo-lhe que usasse sua influência para persuadir os japoneses a impedir mais violência. Rabe foi detido e interrogado pela Gestapo; sua carta nunca foi entregue a Hitler.  Devido à intervenção da Siemens AG, Rabe foi liberado. Ele foi autorizado a manter as evidências do massacre (excluindo filmes), mas não para dar palestras ou escrever sobre o assunto novamente.  Rabe continuou trabalhando para a Siemens, que o colocou brevemente na segurança da Siemens AG no Afeganistão. Rabe posteriormente trabalhou na sede da empresa em Berlim até o final da guerra. 

## Pós-guerra
Após a guerra, Rabe foi preso primeiro pelo NKVD soviético, depois pelo Exército Britânico. Ambos o deixaram ir após intenso interrogatório. Ele trabalhava esporadicamente para a Siemens, ganhando pouco. Posteriormente, ele foi denunciado por um conhecido por ser membro do Partido Nazista, perdendo a autorização de trabalho que havia recebido da Zona de Ocupação Britânica. Rabe então teve que passar por uma longa desnazificação (sua primeira tentativa foi rejeitada e ele teve que apelar) na esperança de recuperar a permissão para trabalhar. Ele esgotou suas economias para pagar sua defesa legal. 
Incapaz de trabalhar e com suas economias gastas, Rabe e sua família sobreviveram em um apartamento de um cômodo vendendo sua coleção de arte chinesa, mas insuficiente para prevenir sua desnutrição. Ele foi formalmente declarado "desnazificado" pelos britânicos em 3 de junho de 1946, mas continuou a viver na pobreza. Sua família subsistia de sementes silvestres, seus filhos comendo sopa e pão seco até acabarem também.  Em 1948, os cidadãos de Nanjing souberam das terríveis circunstâncias da família Rabe e rapidamente levantaram uma quantia em dinheiro equivalente a $ 2.000 USD ($ 24,000 em 2023). O prefeito da cidade viajou para a Alemanha via Suíça, onde comprou uma grande quantidade de alimentos para a família Rabe. De meados de 1948 até a tomada comunista, o povo de Nanquim também enviou à família um pacote de alimentos todos os meses, pelo qual Rabe escreveu muitas cartas expressando profunda gratidão. 

## Morte e Legado

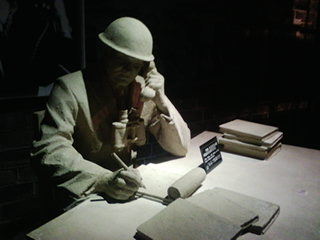
Uma estátua de John Rabe no Nanjing Massacre Memorial Hall

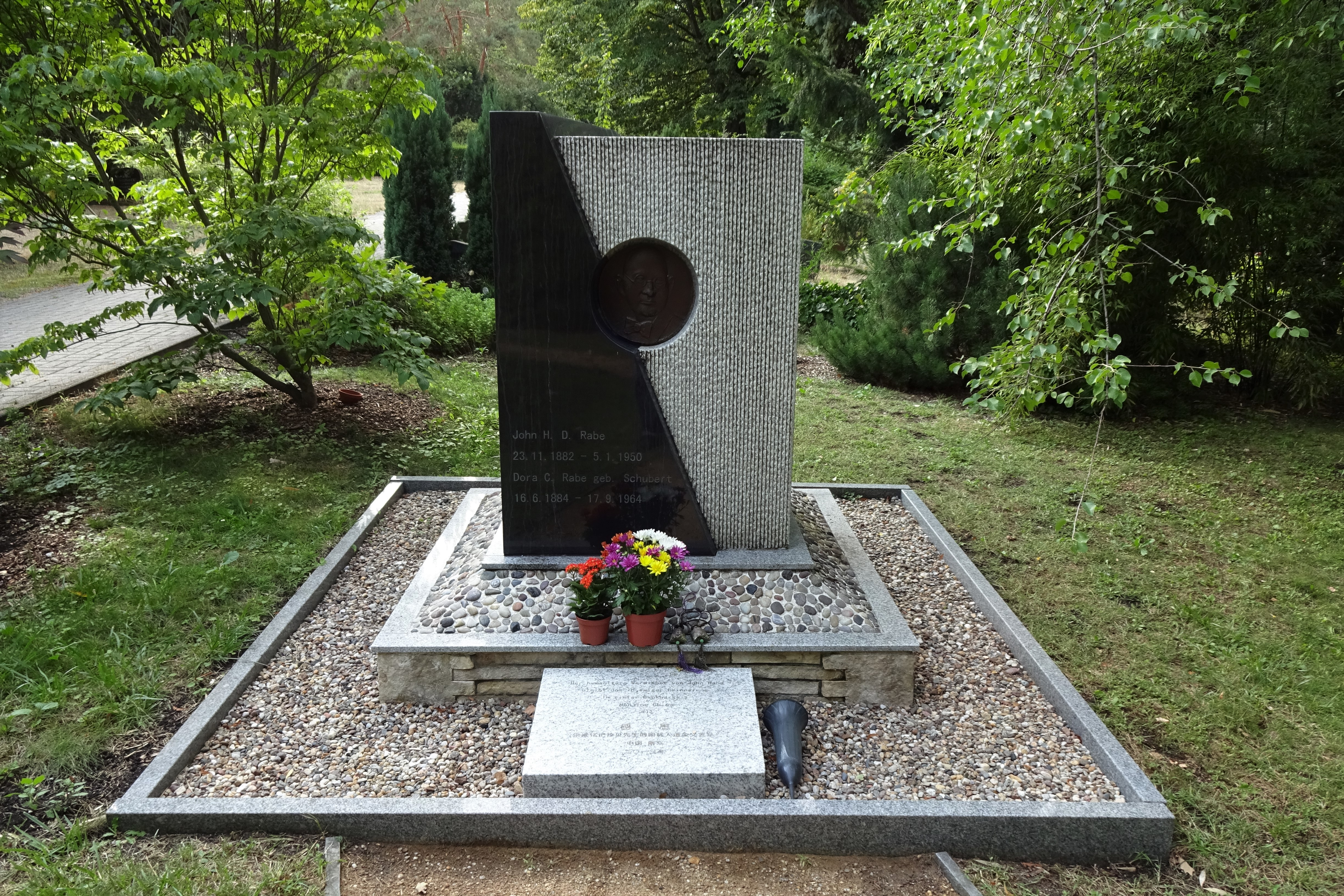
O túmulo de Rabe no Kaiser Wilhelm Memorial Cemetery em Berlin-Charlottenburg, reerguido em 2013

Em 5 de janeiro de 1950, Rabe morreu de derrame. Em 1997, sua lápide foi transferida de Berlim para Nanquim, onde recebeu um lugar de honra no memorial do massacre e permanece até hoje. Em 2005, a antiga residência de Rabe em Nanquim, a John Rabe House, foi restaurada ao seu estado anterior; abriga o John Rabe and International Safety Zone Memorial Hall, inaugurado em 2006. O Serviço Austríaco no Exterior foi posteriormente convidado a enviar um Servo da Paz para lá. O túmulo de Rabe no Kaiser Wilhelm Memorial Cemetery em Berlin-Charlottenburg foi reerguido em 2013.

## Diários de Guerra
Os diários de guerra de Rabe foram publicados em inglês como The Good German of Nanking (título do Reino Unido) ou The Good Man of Nanking (título dos EUA) (título original em alemão: Der gute Deutsche von Nanking).

## Representações no Cinema
John Rabe foi retratado em vários filmes:
- No filme de 1995 de Mou Tun Fei, Black Sun: The Nanking Massacre. Minnie Vautrin e George Ashmore Fitch também são retratados.
- No filme de 1995 de Wu Ziniu, Don't Cry, Nanking, o ator Ulrich Ottenburger interpretou Rabe, embora seu nome tenha sido mudado para "John Robbins".
- No documentário de 2007 de Bill Guttentag e Dan Sturman, Nanking, o ator Jürgen Prochnow interpretou Rabe.
- No filme de Lu Chuan, City of Life and Death, de 2009, o ator John Paisley interpretou Rabe.
- No filme John Rabe de Florian Gallenberger, também lançado em 2009, Ulrich Tukur interpretou John Rabe. [16]

## Ligações Externas
- Centro de Comunicação e Paz John Rabe Heidelberg (em alemão)
- john-rabe.com no Wayback Machine (arquivo index)
- Museu recorda herói do programa 'The Rape of Nanking' 2006 NPR sobre Rabe
- Diários de Nanjing de John Rabe | Testemunho e contestação de experiências de guerra na China e no Japão Projeto de pesquisa: Diários de Nanquim de John Rabe: testemunho e contestação de experiências de guerra na China e no Japão